# Rheinhäuser Fähre

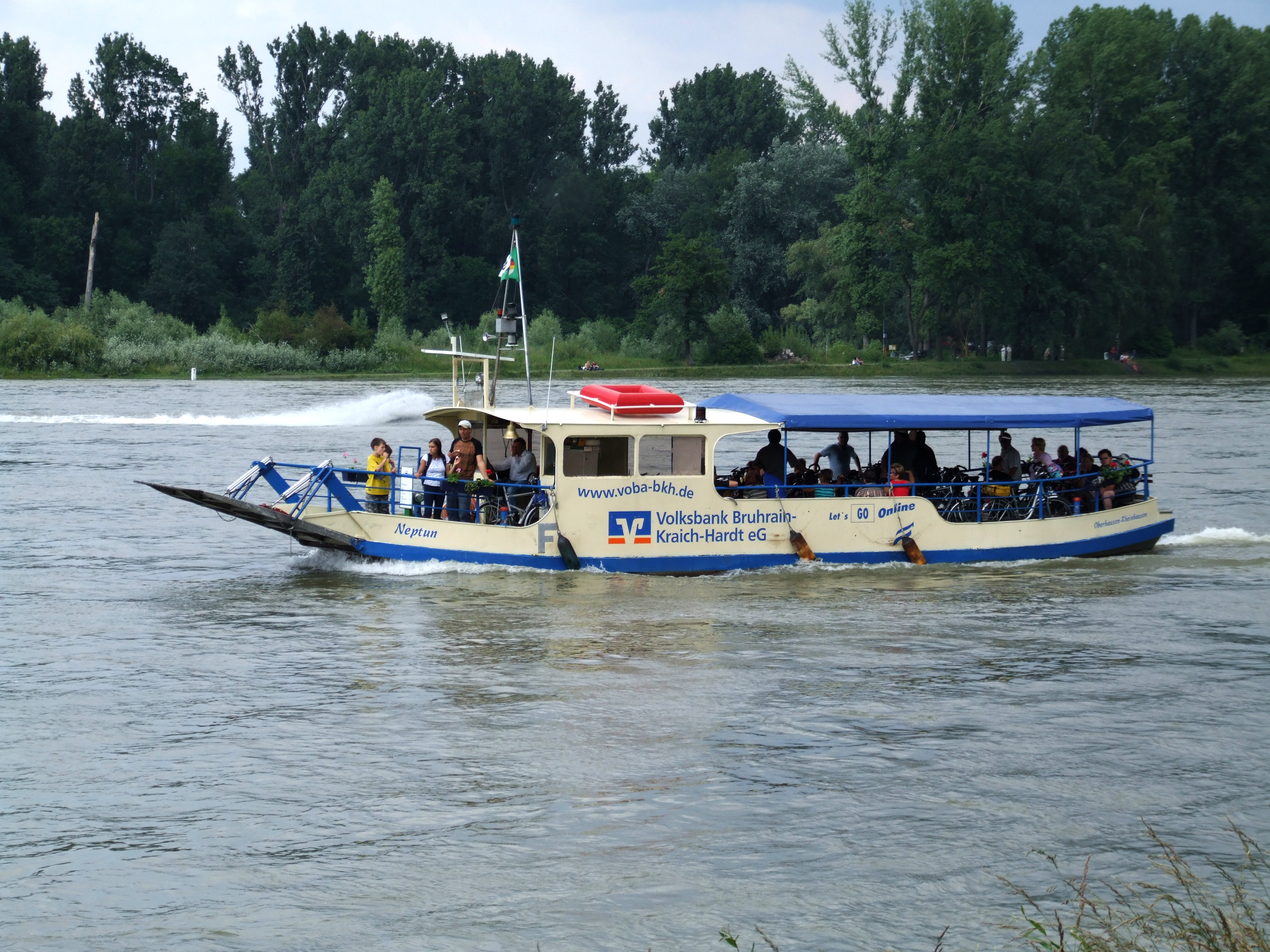
Die Neptun, die heutige Rheinhäuser Fähre

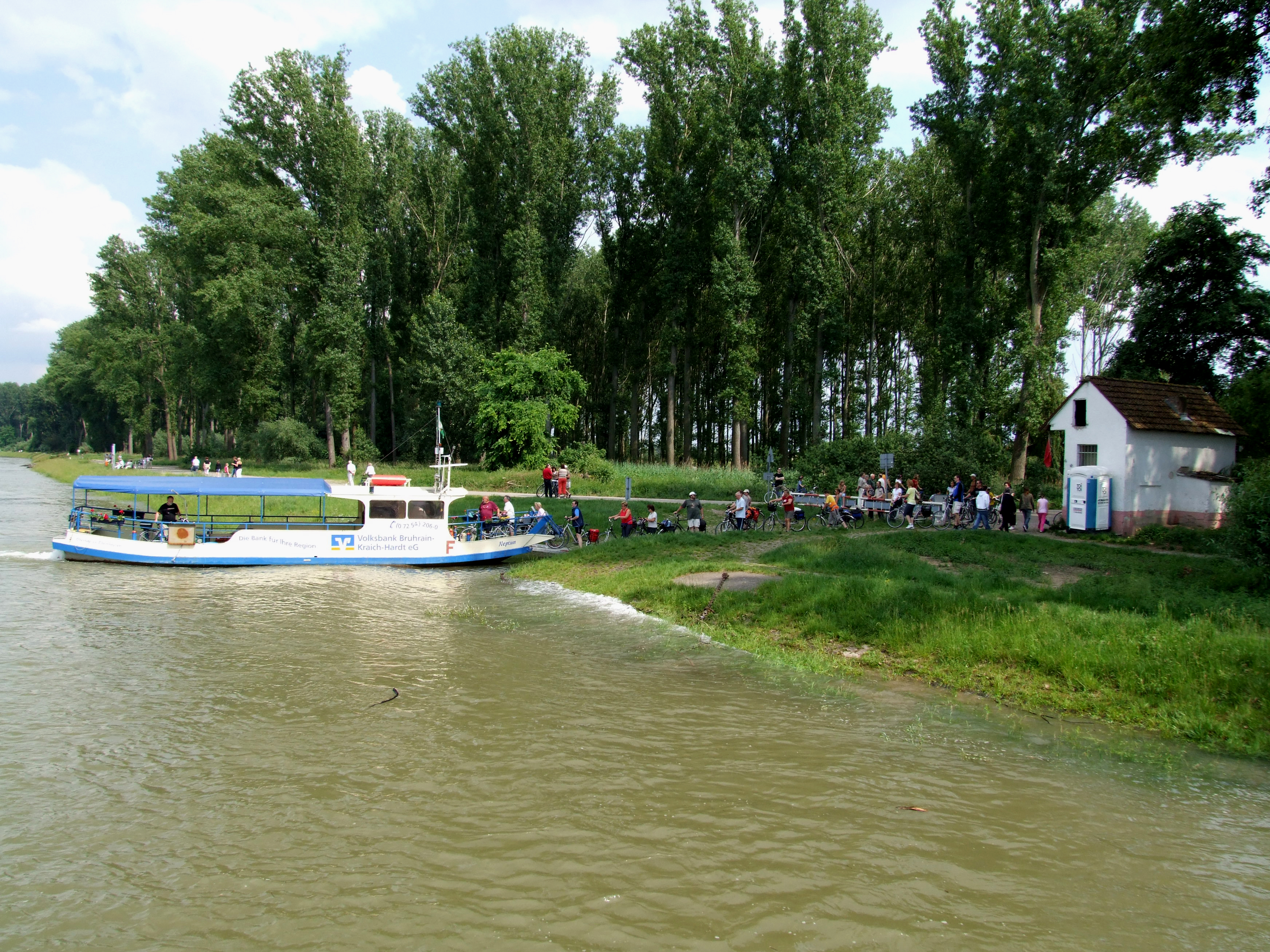
Wanderer und Fahrradfahrer, die modernen Kunden der alten Verbindung zwischen Rheinhausen und Speyer, Anlegestelle in Rheinhausen, (Aufn. 2007).

Die Rheinhäuser Fähre (früher Husener Fahr) verbindet bei Stromkilometer 394 das rechtsrheinische Rheinhausen im Landkreis Karlsruhe und das linksrheinische Speyer. Sie gehört zu den ältesten Flussfährverbindungen am Rhein und in Deutschland überhaupt. Sie war Teil des ersten regelmäßig betriebenen Postkurses im Heiligen Römischen Reich Deutscher Nation von Innsbruck nach Brüssel.
Heute, nach dem Bau der beiden Rheinbrücken im Verlauf von B 39 und A 61, handelt es sich lediglich um eine von der Gemeinde Rheinhausen und den Stadtwerken der Stadt Speyer gemeinsam mit Hilfe des Schifffahrtunternehmens Hessenauer betriebene Sommerfähre für Personen und Fahrräder. Schiffsführer der Rheinfähre Neptun ist (2023) Sebastian Sztander.
Im Verkehrsverbund Rhein-Neckar hat die Verbindung die Liniennummer 9905. VRN-Fahrausweise gelten nicht. Im Jahr 2007 wurden 26.000 Passagiere befördert.
Sie ist Teil der sogenannten Schönborn-Route, ein Fahrradwanderweg von Bruchsal nach Speyer. Von Speyer aus führen Fernfahrradwege weiter westlich nach Neustadt an der Weinstraße, außerdem besteht die Möglichkeit, nach Süden und Norden den Rhein entlangzufahren, wobei nördlich eine Sommerfähre auf der Kollerinsel und eine weitere Fähre im gut 20 km entfernten Altrip nach Mannheim erreicht werden kann. Speyer ist außerdem einer der historischen Ausgangspunkte für die Pilgerreise nach Santiago de Compostela auf dem Jakobsweg.

## Anfahrt

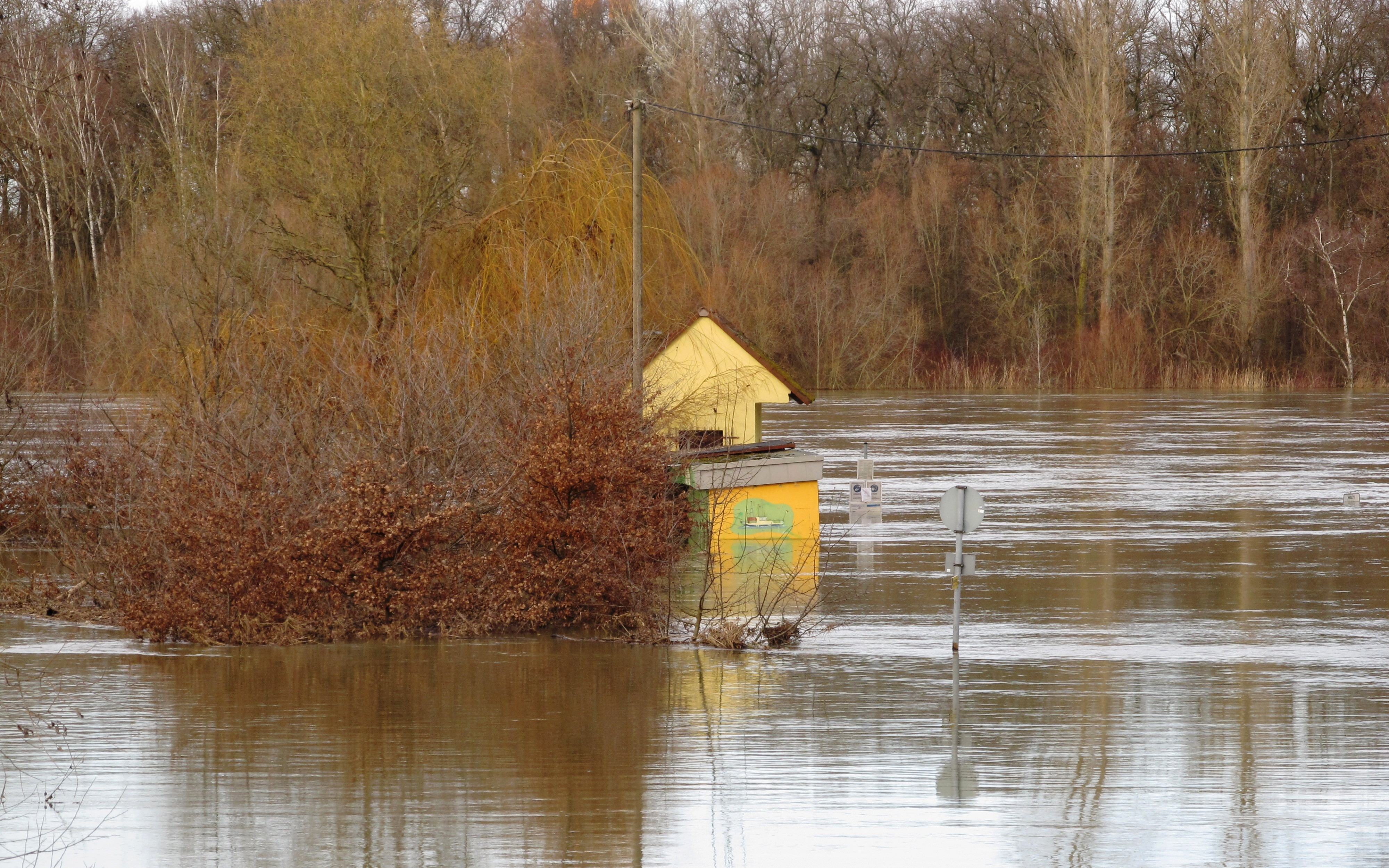
Anlegestelle Rheinhäuser Fähre unter Hochwasser (Februar 2021)

In Speyer erreichbar über die Industriestraße in südlicher Richtung entlang des Rheindammes. Dort dem Schild zur Rheinhäuser Fähre folgend rechts einbiegen über den Rheinhauptdamm geradeaus bis zum Rhein.
In Rheinhausen von Altlußheim kommend durch die Poststraße bis zur Kreuzung mit Hauptstraße und dort rechts abbiegen über den Rheindamm. Von Oberhausen kommend die Hauptstraße in nördlicher Richtung immer geradeaus.
Die Speyerer Anlegestelle der Fähre liegt im Endstück des Berghäuser Altrheins. Das Gebiet zwischen Rheinhauptdamm und Rhein, der Speyerer Auwald, ist äußerst artenreich und einer der wertvollsten Auwaldsreste am Rhein. Er steht sowohl unter dem Schutz der Europäischen Vogelschutzrichtlinie, als auch der Fauna-Flora-Habitat-Richtlinie.

## Geschichte und Umgebung
Da über Jahrhunderte gar keine oder nur wenige Brücken über den Rhein existierten, mussten Reisende und Händler Furten oder Fähren benutzen. In der Umgebung von Speyer gab es fünf Fähren, die vermutlich alle schon lange vor ihren Ersterwähnungen bestanden.
Es waren dies die 1191 erstmals erwähnte Fähre bei Rheinsheim, die 1297 ersterwähnte Fähre Udenheim (heute Philippsburg), die Ende des 13. Jahrhunderts ersterwähnte Lußheimer Fahr nach Altlußheim, die 1228 erstmals genannte bischöfliche Fähre Ketscher Fahr bei Ketsch und schließlich die 1296 erstmals erwähnte „Husener Fahr“ also die Rheinhäuser Fähre. Eine vergleichbare Fähre wird in Bonn schon 934 erwähnt.
Die Speyerer Bischöfe, die seit 1371 nicht mehr in Speyer, sondern bis zum Umzug 1781 im Schloss Bruchsal in Philippsburg residierten, benutzten ebenso die Rheinhäuser Fähre wie die vom rechtsrheinischen herkommenden Fürsten und geistlichen Herren, die in Speyer die zahlreichen Hof- und Reichstage besuchten.
Im Jahr 1490 richtete der deutsche König Maximilian I. die erste regelmäßig betriebene Postroute Europas zwischen Innsbruck und Brüssel ein, die mittels der Rheinhäuser Fähre den Rhein überquerte. Mit der Ausführung dieses Postdienstes beauftragte er die italienische Kurierfamilie Taxis. Nachweisbar seit 1495 bestand in Rheinhausen eine Poststation, die bis 1499 dem Fährmann und Posthalter Bentz Glesser unterstand. Das Postamt Rheinhausen überdauerte bis zur Schließung unter Napoleon im Jahre 1803.
1782 plante das Speyerer Domkapitel anstelle der Rheinhäuser Fähre (damals Rheinhauser Fahr genannt) eine „Fliegende Brücke“ einzurichten, gab den Plan wegen zu hoher Kosten aber wieder auf.
Der Fährbetrieb wurde 1966 eingestellt und 1995 anlässlich der 700-Jahr-Feier der Fähre wieder aufgenommen. Die Kosten teilen sich die Gemeinde Rheinhausen und die Stadt Speyer (über ihre Verkehrsbetriebe).

## Sage
1842 publizierte der Dichter Wolfgang Müller von Königswinter die Ballade Nächtliche Erscheinung zu Speyer, in der ein Fährmann nachts geweckt wird und der dann die gerüsteten Geister der im Dom begrabenen Kaiser über den Rhein bringt, die an der Völkerschlacht bei Leipzig teilnehmen, um vier Nächte später wieder zurückzukehren.
Diese Sage wurde graphisch von Hanns Fay (1888–1957) auf Notgeldscheinen des 1. September 1923 über 50 Millionen Mark dargestellt.
Im Jahr 1987 gestaltete Günther Zeuner zu dieser Sage eine zweiteilige Großplastik mit dem Titel „Des Fährmanns Traum“ im Domgarten des Speyerer Domes.